# روبرت دل نجا
روبرت دل نجا (بالإنجليزية: Robert Del Naja)‏ هو منتج أسطوانات وكاتب أغاني بريطاني، ولد في 21 يناير 1966 في برستل في المملكة المتحدة.

## وصلات خارجية
- روبرت دل نجا على موقع IMDb (الإنجليزية)
- روبرت دل نجا على موقع ميوزك برينز (الإنجليزية)
- روبرت دل نجا على موقع ميوزك برينز (الإنجليزية)
- روبرت دل نجا على موقع إن إن دي بي (الإنجليزية)
- روبرت دل نجا على موقع أول ميوزيك (الإنجليزية)
- روبرت دل نجا على موقع ديسكوغز (الإنجليزية)
- روبرت دل نجا على موقع ديسكوغز (الإنجليزية)
- روبرت دل نجا على موقع قاعدة بيانات الفيلم (الإنجليزية)